# Chris DiMarco
Christian Dean "Chris" DiMarco (født 23. august 1968 i Huntington, New York, USA) er en amerikansk golfspiller, der pr. juli 2008 står noteret for 3 sejre på PGA Touren. Hans bedste resultat i en Major-turnering er en 2. plads, som han har opnået ved både US Masters, British Open og ved US PGA Championship.
DiMarco har 2 gange, i 2004 og 2006, repræsenteret det amerikanske hold ved Ryder Cuppen. Begge gange med nederlag.

## Eksterne links
- Spillerinfo Arkiveret 2. december 2011 hos  Wayback Machine